# Midoribashi (métro d'Osaka)
Midoribashi (緑橋駅, Midoribashi-eki) est une station du métro d'Osaka sur les lignes Chūō et Imazatosuji dans l'arrondissement de Higashinari à Osaka.

## Situation sur le réseau
La station Midoribashi est située au point kilométrique (PK) 16,8 de la ligne Chūō, entre les stations Morinomiya et  Fukaebashi, et au PK 10,6 de la ligne Imazatosuji, entre les stations Shigino et Imazato.

## Histoire
La station a été inaugurée le 29 juillet 1968 sur la ligne Chūō. La ligne Imazatosuji y arrive le 24 décembre 2006.

## Services aux voyageurs

### Accès et accueil
La station est ouverte tous les jours.

### Desserte
- Ligne Chūō :
  - voie 1 : direction Nagata (interconnexion avec la ligne Kintetsu Keihanna pour Nara-Tomigaoka)
  - voie 2 : direction Yumeshima
- Ligne Imazatosuji :
  - voie 1 : direction Imazato
  - voie 2 : direction Itakano